# Paulinho Tapajós
Paulo Tapajós Gomes Filho, mais conhecido como Paulinho Tapajós (Rio de Janeiro, 17 de agosto de 1945 — Rio de Janeiro, 25 de outubro de 2013) foi um compositor, cantor, produtor musical, escritor e arquiteto brasileiro.
É filho do compositor, cantor e radialista Paulo Tapajós e irmão do compositor Maurício Tapajós e da cantora Dorinha Tapajós.